# 70-talist
70-talist eller sjuttiotalist är en beteckning för personer födda på 1970-talet och som ofta är barn till 40-talister. Begreppet brukar ibland också användas ihop med den ironiska generationen. I Sverige präglades många av 70-talisternas uppväxt starkt av solidaritetskänsla i den svenska välfärdsstaten.

### Fotnoter
1. ↑  ”Så formades 70-talisterna”. Aftonbladet. Arkiverad från originalet den 26 mars 2017. https://web.archive.org/web/20170326135628/http://mingeneration.story.aftonbladet.se/chapter/70-talet/. Läst 25 mars 2017.